# Štiriperesna deteljica (matematika)
Štiriperesna deteljica (tudi štirilistna krivulja) je vrsta krivulje, ki spada med  krivulje vrtnice z {\displaystyle n=2}.
Rod krivulje je enak 0.
Krivulja ima v polarnem koordinatnem sistemu enačbo
{\displaystyle r=\cos(2\theta ),\,}.
Če krivuljo zavrtimo za 45º, je njena enačba enaka
{\displaystyle r=\sin(2\theta )\,}. To pa je v kartezičnem koordinatnem sistemu
{\displaystyle (x^{2}+y^{2})^{3}=4x^{2}y^{2}.\,}
V kartezičnem koordinatnem sistemu je njena enačba 
{\displaystyle (x^{2}+y^{2})^{3}=(x^{2}-y^{2})^{2}.\,}

## Dualna krivulja
Dualna krivulja štiriperesne deteljice ima enačbo
{\displaystyle (x^{2}-y^{2})^{4}+837(x^{2}+y^{2})^{2}+108x^{2}y^{2}=16(x^{2}+7y^{2})(y^{2}+7x^{2})(x^{2}+y^{2})+729(x^{2}+y^{2}).\,}

## Ploščina
Ploščina znotraj krivulje je {\displaystyle 1/2\pi \,}. To je polovica ploščine, ki bi jo imel očrtani krog celotne štiriperesne deteljice. 